# كارلا كاماتشو
كارلا كاماتشو كارييو (من مواليد 2 مايو 2005) هي لاعبة كرة قدم إسبانية تلعب في مركز الهجوم مع نادي ريال مدريد للسيدات.

## مهنة النادي
بدأ كاماتشو مسيرته المهنية مع ريال مدريد. ظهرت لأول مرة مع الفريق ضد إيبار، حيث جاءت كبديلة للاعبة كارولين مولر في الدقيقة 87 من المباراة.